# مجلس الشيوخ التايلندي
مجلس الشيوخ التايلاندي (بالتايلندية: วุฒิสภาไทย) هو مجلس الشيوخ في الجمعية الوطنية التايلاندية (السلطة التشريعية في تايلاند) وهو وفقا لدستور تايلاند العام المعدل في 2007 هو مجلس الشيوخ التايلاندي والدائرة التشريعية غير الحزبية ومؤلف من 150 عضو و 76 عضوا من أعضاء المجلس ينتخبون بشكل مباشر من خلال انتخابات المحافظات 74 محافظة بالإضافة إلى العاصمة التايلاندية بانكوك و 74 عضوا يتم تعينهم من مختلف القطاعات وتقوم بتعينهم لجنة الاختيار في مجلس الشيوخ ويعمل المجلس تحت شروط ثابتة لمدة ست سنوات.

## وصلات خارجية
- الموقع الإلكتروني لمجلس الشيوخ التايلاندي نسخة محفوظة 23 فبراير 2015 على موقع واي باك مشين.